# El Dorado (película de 1966)
El Dorado es un western producido y dirigido por Howard Hawks en 1966, interpretado por John Wayne y Robert Mitchum y distribuido por Paramount Pictures. Está basado en una novela de Harry Brown, y toma su nombre del pueblo donde tiene lugar la acción. Se trata de la segunda entrega de una trilogía dirigida por Hawks sobre la idea de un sheriff defendiéndose de los delincuentes de la ciudad. Las otras dos películas fueron Río Bravo (1959) y Río Lobo (1970). A diferencia de Río Bravo, película en la que había dos cantantes (Ricky Nelson y Dean Martin) que entonaban una canción, en ésta el personaje que interpreta James Caan recita un poema que le había enseñado un amigo jugador y borrachín. Este poema se titula El Dorado y es de Edgar Allan Poe.

## Argumento
Cole Thorton es un famoso pistolero, que es llamado a El Dorado por un rico terrateniente para que le ayude a expulsar de allí a unos granjeros, los McDonald. El Sheriff de El Dorado es John Paul Harrah, antiguo compañero de aventuras de Thorton y también un pistolero rápido. Harrah y Thorton hablan del asunto y Thorton rechaza el trabajo. Pero cuando regresa de rechazar el trabajo oye un tiro, reacciona con su destreza acostumbrada y hiere mortalmente a un muchacho, que resulta ser el joven McDonald que había sido enviado por su padre a vigilar. El muchacho se remata él mismo para no sufrir y Thorton lleva su cadáver a los McDonald, asegurándoles que él no se siente responsable y que se iba a retirar de la lucha. Cuando ya se marcha del lugar, la hija de los McDonald, para vengar a su hermano, le dispara; no le mata, pero le hiere en la espalda, herida que tendrá dramáticas consecuencias durante toda la película, pues el médico del pueblo no le puede extraer la bala, y de vez en cuando le causará dolores y parálisis del lado derecho del cuerpo.
Meses más tarde, mientras Thorton está en una taberna, entra un muchacho aparentemente desarmado con la intención de vengar a un antiguo amigo suyo, jugador que había muerto dos años atrás asesinado en una partida de póquer. El asesino, a instancias de su jefe, se levanta para dar satisfacción al muchacho, pero antes de que pueda desenfundar su revólver, el joven le mata con un certero lanzamiento de cuchillo.
Uno de los amigos del muerto intenta matar al joven, pero Thorton interviene para evitar el asesinato. Allí se establece una conversación entre Thorton y Nels McLeod, otro afamado pistolero, que ha aceptado el trabajo que Thorton había rechazado en El Dorado; además le informa de que su amigo el sheriff Harrah se ha dado a la bebida y ya no es el que era. Thorton, acompañado del muchacho al que ha salvado la vida y que se llama Alan Bourdillion Traherne, pero que responde al apodo de Mississipi, regresa a El Dorado para ayudar a su amigo.
A partir de aquí la historia es similar a la de Río Bravo, el malvado cacique del pueblo acorrala a los defensores de la ley en la comisaría, y tras varias hazañas los buenos conseguirán vencer a los malos.

## Personajes
- John Wayne como Cole Thorton.
- Robert Mitchum como John Paul Harrah.
- James Caan como Alan Bourdillon Traherne "Mississipi".
- Arthur Hunnicutt como Bull Harris.
- Charlene Holt como Maudie.
- Michele Carey como Josephine "Josey" MacDonald.
- Ed Asner como Bart Jason.
- Christopher George como Nelson McLeod.
- R. G. Armstrong como Kevin MacDonald.
- Paul Fix como Dr. Miller

## Producción
La película fue rodada en Old Tucson, Arizona. Fueron los mismos escenarios como la película de Río Bravo, aunque con más localizaciones como los alrededores del lugar. El rodaje duró exactamente 36 días, desde finales de diciembre de 1965 hasta principios de febrero de 1966 y, aunque se hizo mayormente en Tucson, algunas escenas aun así se realizaron en los estudios de Hollywood.

## Recepción
La obra cinematográfica El Dorado se convirtió en un enorme éxito de taquilla, a pesar de su estreno en una época en la que el género del Oeste estaba en plena decadencia.